# الكاتب المصري القديم

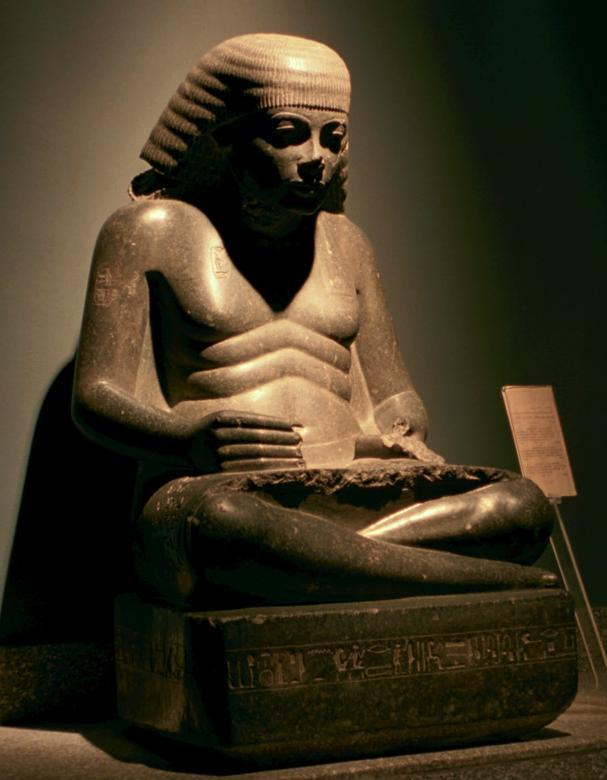
كاتب مصري قديم وعلى حجره ورق بردي للكتابة.

الكاتب في مصر القديمة، تقريبا في نفس الوقت التي ظهرت فيه أقدم كتابة في العراق القديم ظهرت الكتابة الهيروغليفية في مصر نحو 3000 سنة قبل الميلاد. وكان السبب الرئيسي في ظهور الكتابة في مصر القديمة هو استوفاء متطلبات الدولة والتحكم في عمليات الإدارة والاقتصاد وذلك عن طريق تسجيلات كتابية. وبهذا بدأت المهنة الهامة وهي مهنة الكاتب في تدوين ما يخص الدولة المركزية وما بها من إدارات، وعلى الاخص في جمع المحاصيل وتوزيع الحصص. وفتحت تلك المهمة أبوابا جديدة لمديرين ووظائف جديدة في الدولة تهتم بالإدارة والاقتصاد.

## تعليم الكاتب في الدولة القديمة
رمز الكاتب:
| 
| Y3 | A1 |

وتنطق «سش» 
 Sš 

أو
| Y3 | Y1 |

وتنطق «سش»
(يرمز للكاتب بمدواة خشبية بها حبر أسود وحبر أحمر ومربوط بها بخيط قلم للكتابة)
طبقا لما تحتاجه الإدارة والاقتصاد يرتكز تعليم الكاتب أساسا على الكتابة. وفوق ذلك كانوا يدرسون معلومات خاصة للحياة الاقتصادية، مثل كتابة تقرير أو كتابة عقد. وكذلك كانوا يتعلمون مباديئ الحساب وكذلك حساب المساحات وحساب الأحجام. وكان المعلم يسمى «متر» mtr 
وقد يكون المعلم متخصصا في أحد مواد المعرفة. كان تعليم الكاتب في الدولة القديمة منظما بحيث يزور تلميذ أو عدة تلاميذ مدرسا ليعلمهم مهنتهم. وكثيرا ما قام أبناء أحد الكتاب بتعلم الكتابة في البيت.

## مدارس كتابة في الدولتين الوسطى والحديثة

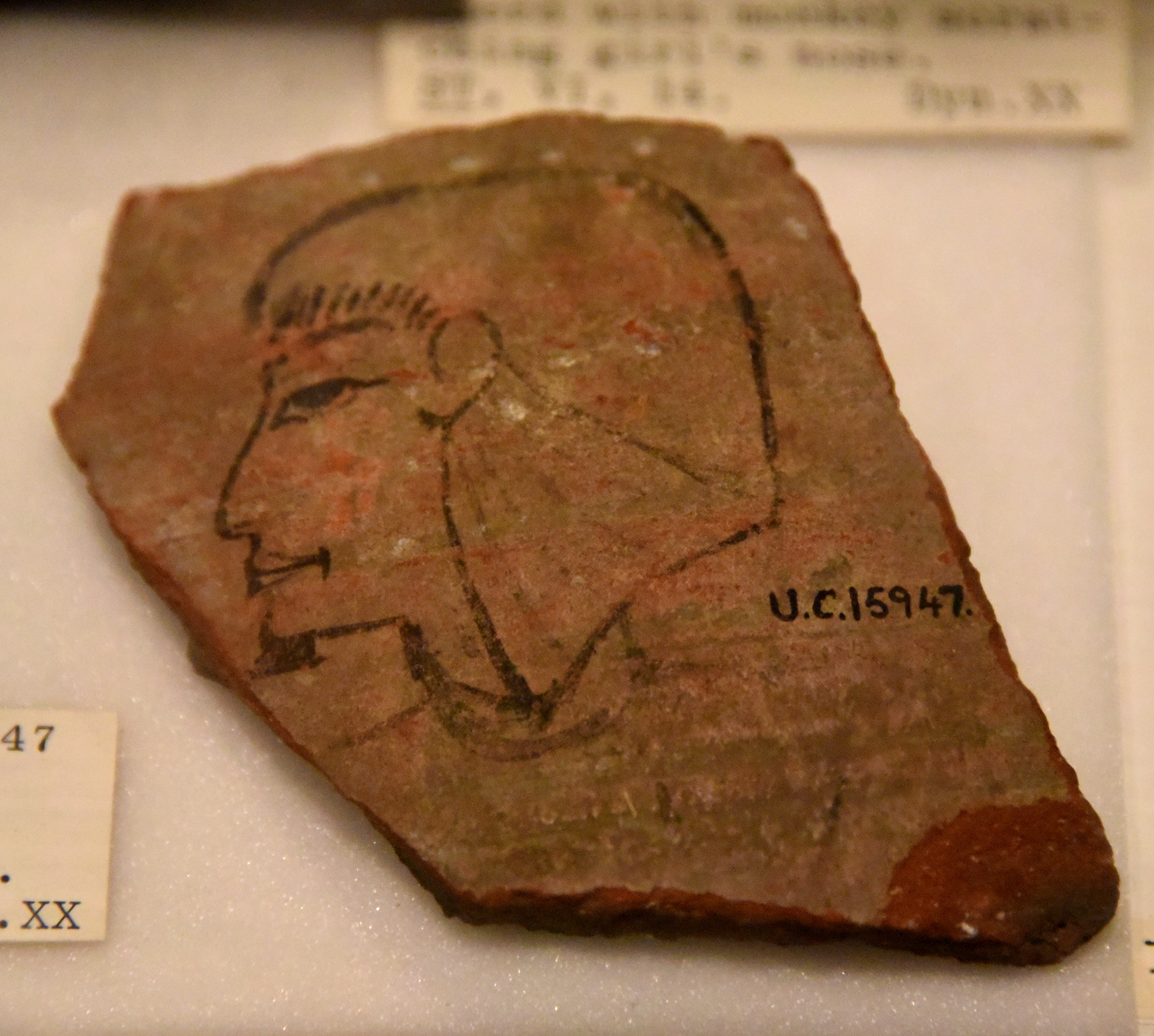
شقفة فخار مرسوم عليها رأس رجل، من مدرسة الرامسوم، طيبة، مصر، الأسرة المصرية العشرون في متحف بيتري للآثار المصرية بلندن

عندما انهارت الدولة المركزية وسلطتها في الإدارة مع بداية التخلف الأول في مصر القدية تراجع عدد التلاميذ على مدى 140 عام بحيث نشأت مع نشأة الدولة الوسطى طرقا جديدة في تعليم الكاتب ليقوموا بمتابعة الكيانات الجديدة للسلطة المركزية وللقيام بأعمال الإذارة والاقتصاد والتجارة الخارجية. وكان الاحتياج كبيرا لأعداد كبير من هؤلاء الكتاب: واستبدل التعليم الفردي بالتعليم الجماعي في مدارس. ويبين التنقيب عن الأثار أنه وجدت في وقت بناء معبد الرامسيوم (عهد رمسيس الثاني) مدارس متعددة للتلاميذ بالقرب من المخازن ومن دير المدينة وكذلك بالقرب من معبد الكرنك.
نعرف كتاب مدرسية من مصر القديمة من قرب نهاية الاسرة 11 وبداية الاسرة 12 وكان يسمى «كميت» Kemit . ووجد أنه كان موجودا أيضا في الدولة الحديثة. وقد وجدت أجزاء منه على شقفات فخارية مرسومةOstrakon . ومن مواد محتويات هذا الكتاب كانت جداول تعريفات تخص الإدارة والتعريف بالاصطلاحات، وهي لاعداد التلاميذ لأعمالهم المستقبلة وتعريفهم بالنماذج التجارية وكذلك صيغات التحية. وكان التلميذ يتعلم كيفية كتابة الخطابات، والكتابة للكبير والصغير ووصف الشأن الذي يكتب فيه وكذلك كيفية كتابة السير الذاتية.
ويبدو أنه لم تكن هناك مهنة «المعلم». فكان يأتي المعلم للتلاميذ من الإدارة الحكومية أو من إدارة المعابد أو خلال الدولة الحديثة كان المعلم يأتي من إدارة الحربية. وكان التلاميذ يأتون من جميع طبقات السكان، وكانوا يبدؤن تعليمهم بين سن 5 إلى 10 سنوات.
زادت المواد الدراسية خلال الدولة الحديثة وكان منها بالإضافة إلى الكتابة والقراءة التعليمات والارشادات المستخدمة في القديم وكتابات التلاميذ ونماذج الخطابات وتعلم أسماء البلاد من جداول خاصة. وعلاوة على ذلك كانت «دراسات عليا» في حالات خاصة وكذلك تعلم لغات أخرى للعمل كمترجم. فكان في عهد أمنحتب الثالث أبو اخناتون وعهد إخناتون أيضا كتابا يعرفون ويكتبون بالكتابة المسمارية. ونظرا لأن الكتابة بالرموز الهيروغليفية لا تسعفهم في الترجمة فكانوا يكتبون أحيانا أيضأ بالهيراطيقية التي هي نوع من الكتابة المختزلة (أنظر تاريخ الكتابة).
كان التعليم يعتمد على الكتابة والتسميع. وكان تنشيط الذاكرة في عالم لا تتوفر فيه الكتابة الطريقة الوحيدة التي يعتمد عليها الكاتب لاستعادة معلوماته الهامة واستخدامها خلال عمله في المستقبل.

## العهد المتأخر والعهد الإغريقي
مع بداية العهد المتأخر (من الأسرة 26 إلى الأسرة 31) خلال القرن السابع قبل الميلاد تطورت الكتابة بغرض إسراع أكبر في الكتابة فنشأت الكتابة الديموطيقية، وانتشرت سريعا في كل مصر. أصبح الكتاب ملزمون بالقدرة على الكتابة بكلتا الكتابتين.
تغيرت مدارس تعليم الكتبة في مصر القديمة خلال القرن الرابع قبل الميلاد إلى تعليم اللغة الإغريقية القديمة التي كانت قد انتشرت في بلاد البحر الأبيض المتوسط. وأما مدارس تعليم اللغة المصرية القديمة فقد عادت للكتابة في المعابد. وظلت تـُكتب حتى القرن الرابع بعد الميلاد، ثم اندثرت.